# Khổng Đông Mai
Khổng Đông Mai (tiếng Trung: 孔东梅; sinh ngày 1 tháng 1 năm 1972) là một doanh nhân người Trung Quốc. Đồng thời, bà cũng là cháu ngoại của Mao Trạch Đông, người sáng lập nước Cộng hòa Nhân dân Trung Hoa.

## Xuất thân
Khổng Đông Mai sinh ngày 1 tháng 1 năm 1972 tại Thượng Hải. Mẹ bà là Lý Mẫn, con gái của Mao Trạch Đông và ba là Khổng Lăng Hoa, hậu duệ của Khổng Tử. Tên bà được cho là do chính ông Mao đã đặt. Khổng chưa bao giờ gặp trực tiếp ông ngoại của mình và chỉ nhìn thấy nhau qua những tấm ảnh. Phần lớn thời thơ ấu bà đã dành thời gian ở cùng bà ngoại là Hạ Tử Trân ở Thượng Hải cho đến khi bà qua đời vào năm 1984.

## Giáo dục và sự nghiệp
Năm 1992, Khổng đã theo học chuyên ngành văn học Anh và Mỹ tại Đại học Hàng không và Du hành vũ trụ Bắc Kinh (nay là Đại học Bắc Hàng). Trong một cuộc phỏng vấn, bà đã chia sẻ, "Lúc đó, tôi mơ tưởng đến việc mở một hiệu sách nhỏ và sống một cuộc sống tiểu tư sản bằng cách đọc các tiểu thuyết của Hemingway, uống cà phê và nuôi một con mèo".
Năm 1996, bà gia nhập Công ty Bảo hiểm Nhân thọ Thái Khang khi mới được thành lập và đến năm 1999, bà sang Hoa Kỳ và học tập tại Đại học Pennsylvania chuyên ngành chính trị quốc tế. Sau khi tốt nghiệp, bà trở về Trung Quốc vào năm 2001 và thành lập Công ty sách Đông Nhân Cự Tinh, Bắc Kinh tọa lạc ở khu nghệ thuật 798; tiệm sách bán tài liệu và đồ dùng liên quan đến Mao Trạch Đông cũng như chủ nghĩa cộng sản. Trong thời gian này, bà học tiến sĩ tại Đại học Bắc Kinh.
Vào năm 2009, bà đã đến thăm Đài Loan trong tư cách một phần của phái đoàn Trung Quốc thúc đẩy quan hệ văn hóa và gặp Tưởng Hiếu Nghiêm, cháu nội của cựu lãnh đạo Trung Hoa Dân Quốc Tưởng Giới Thạch. Cuộc gặp sau đó đã được coi là dấu hiệu cho mối quan hệ xuyên eo biển được cải thiện. Đến năm 2013, tạp chí Tân Tài Phú (新财富) của Trung Quốc đã xuất bản tập sách "Danh sách 500 người giàu" trong đó bao gồm Khổng Đông Mai cùng chồng của bà là Trần Đông Thăng ở vị trí thứ 242 với khối tài sản ước tỉnh 5 tỷ nhân dân tệ. Việc trong danh sách xuất hiện tên bà đã gây ra một cuộc tranh cãi trong lòng người dân Trung Quốc với những cáo buộc bà phản bội lý tưởng của Mao.

## Đời tư
Năm 1996, sau khi gia nhập Công ty Bảo hiểm Nhân thọ Thái Khang, Khổng gặp người sáng lập công ty này là Trần Đông Thăng. Cả hai đã chính thức kết hôn vào năm 2011 và có ba người con.